# 2024年國際囚犯交換

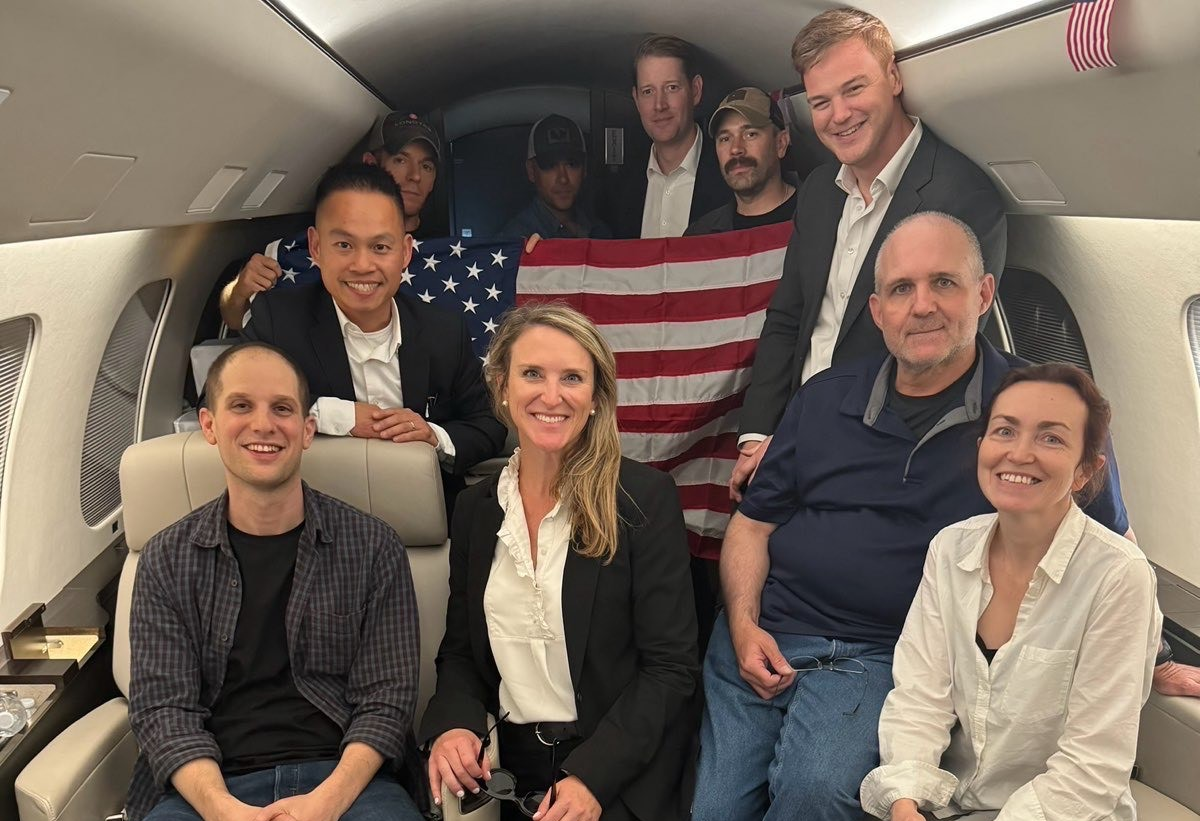
獲釋的美國人正在返回美國的航班上

2024年8月1日，發生自冷戰結束以來最大規模的囚犯交換，共釋放26人。換囚雙方經過至少六個月的秘密多邊談判，俄羅斯和白俄羅斯釋放16名被拘留者，而美國、德國、波蘭、斯洛維尼亞和挪威共同釋放8名被拘留者和2名未成年人。被釋放者中包括《華爾街日報》記者埃文·格什科維奇和前美國海軍陸戰隊員保羅·惠蘭，他們均因間諜罪被判處16年徒刑。
這次囚犯交換被稱為歷史上最複雜的交換之一，換囚地點在土耳其的安卡拉埃森博阿國際機場。根據協議，8名俄羅斯國民和2名未成年人被轉移到俄羅斯，而13名被俄羅斯拘留的囚犯被釋放到德國，3名被釋放到美國。

## 背景
在冷戰時期，美國和蘇聯經常交換囚犯，這些囚犯通常是間諜、軍官或其他政府代理人。冷戰於1991年結束後，美國與蘇聯繼承國俄羅斯之間的間諜活動顯著減少，囚犯交換也隨之減少；最近一次大規模的囚犯交換發生在2010年，當時10名在美國被拘留的俄羅斯潛伏特工（所謂的「非法人士計劃」）被用來交換為4名在俄羅斯被拘留的囚犯。
在過去十年中，美俄之間日益加劇的地緣政治緊張局勢導致囚犯交換增加，這些交換越來越多地涉及政治異議人士或被美國政府認為被俄羅斯「不當拘留」的對象。2012年，俄羅斯頒佈一項外國代理人法，用於迫害那些被認為受外國影響的人，正式將他們歸類為外國代理人；該法律的範圍在2024年擴大。自2014年俄烏戰爭爆發以來，尤其是自2022年俄羅斯全面入侵烏克蘭以來，俄羅斯政府加強對國內反對派和受「外國影響人士」的鎮壓。2022年3月4日，俄羅斯總統弗拉基米爾·普京簽署一項法律，對散佈有關俄羅斯在烏克蘭軍事行動的「假新聞」引入最高15年的監禁；數千名俄羅斯人因批評烏克蘭戰爭而被起訴，包括反對派政治家伊利亞·亞辛和藝術家亞歷山德拉·斯科奇連科。
崔佛·里德是美國海軍陸戰隊退伍軍人，他於2019年在俄羅斯以「襲警罪」被捕。他於2022年4月被釋放，交換對象是康斯坦丁·亞羅申科，一名因毒品走私而在美國被監禁的俄羅斯飛行員和航空運輸專家。在里德被釋放不到一年後，美國籃球運動員布列妮·格連娜於2022年2月因毒品走私被捕，並於同年12月被交換為被定罪的俄羅斯軍火商維克托·布特。一些分析人士和美國官員擔心，俄羅斯利用里德和格連娜作籌碼以回應對烏克蘭入侵後的國際制裁。其他幾名被俄羅斯拘留的美國人，包括前美國海軍陸戰隊員保羅·惠蘭和教師馬克·福格爾，曾被考慮作為格連娜交換協議的一部分；據報導，導致她獲釋的談判為最近兩國及其各自盟友之間的26人換囚行動鋪平道路。
白俄羅斯參與這次換囚反映普京的外交政策，該政策將後蘇聯國家視為俄羅斯的勢力範圍，並反對北約在那裡擴張。根據西方分析人士的說法，白俄羅斯在俄羅斯主導的超國家「俄白聯盟國」框架下應克里姆林宮的要求行事。

## 囚犯交換

### 談判及準備
美國副總統賀錦麗在2024年2月的慕尼黑安全會議期間分別會見德國總理奧拉夫·朔爾茨和斯洛維尼亞總理羅伯特·戈洛布，私下討論換囚談判事宜。在朔爾茨隨後於2024年2月訪問華盛頓特區期間，德國和美國政府開始研究如何談判一項協議，包括釋放俄羅斯反對派領袖阿列克謝·納瓦爾尼。在納瓦爾尼當月稍晚時候去世後，提案轉向關注其他囚犯。
7月21日，美國總統祖·拜登致電斯洛維尼亞總理戈洛布，確保對該國關押的兩名俄羅斯間諜進行必要的赦免，這2名間諜將參與換囚而被釋放。
在換囚前的幾天裡，3名俄羅斯人從美國聯邦監獄局運營的設施轉移到美國執行官署。
根據通訊局的說法，土耳其擔任關鍵調解人角色，並被美國總統祖·拜登點名為「挺身而出」確保囚犯獲釋的國家之一；土耳其與西方陣營和俄白陣營雙方保持相對友好關係，故此由土耳其政府監督安卡拉埃森博阿機場的囚犯交換。

### 被釋放的對象

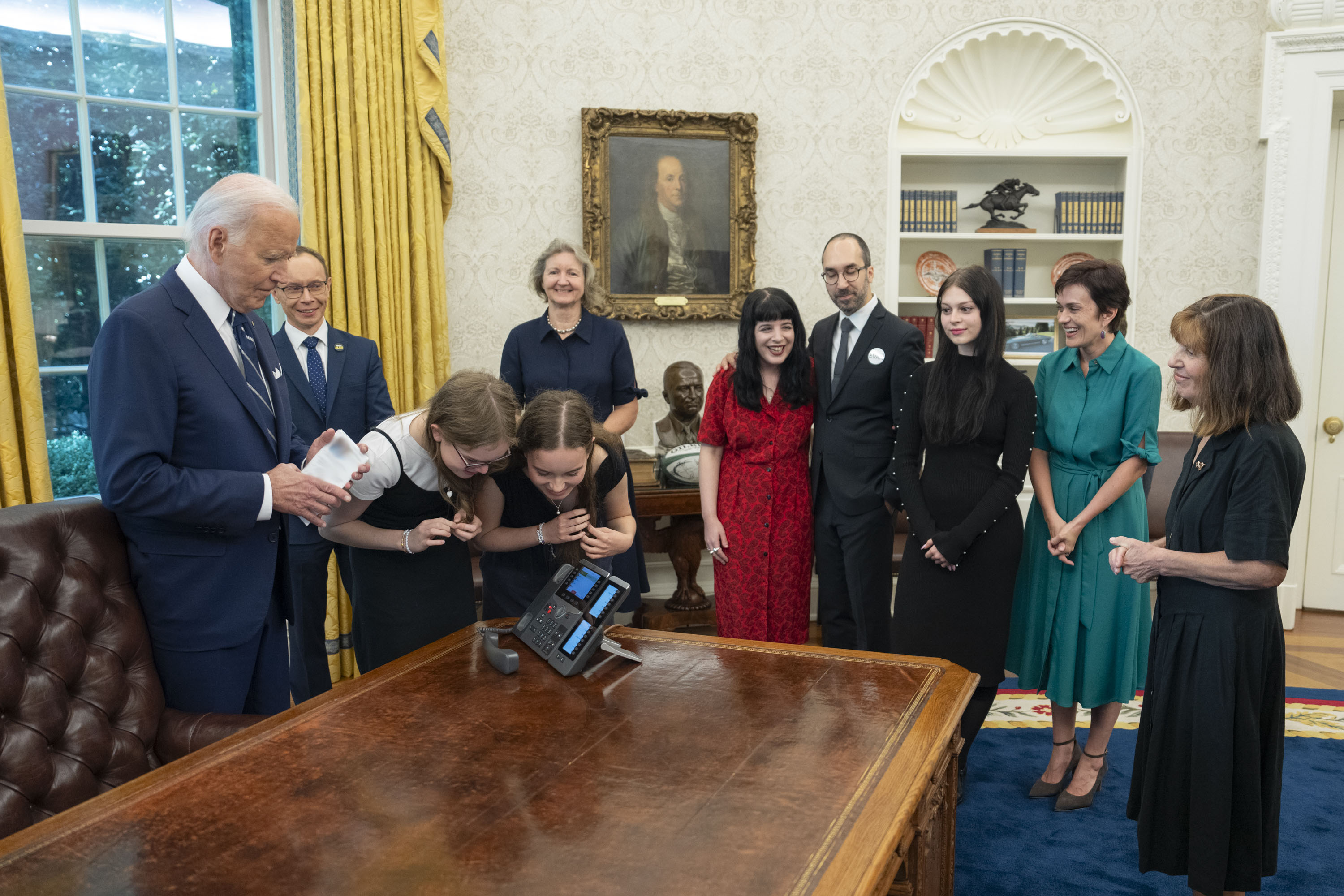
被關押的美國人獲釋後，美國總統拜登和被釋放的美國人家屬在橢圓形辦公室與獲釋者通電話

包括兩名被認為是斯洛維尼亞兩名俄羅斯間諜子女的未成年人在內，共有26人被釋放。馬克·福格爾和克謝尼婭·卡列林娜未被包括在換囚中。返回俄羅斯的對象來自美國、德國、斯洛維尼亞、波蘭和挪威等多個國家。

#### 被俄羅斯和白俄羅斯釋放的對象
俄羅斯和白俄羅斯釋放以下對象：
| 姓名                   | 國籍                          | 拘留國   | 被拘留年份 | 職業                             | 罪名                         | 刑期        |
| ---------------------- | ----------------------------- | -------- | ---------- | -------------------------------- | ---------------------------- | ----------- |
| 莉莉亞·查尼舍娃        | 俄羅斯                        | 俄羅斯   | 2021年     | 前納瓦爾尼總部在烏法的協調員     | 極端主義                     | 9年半       |
| 克塞尼婭·法蒂耶娃      | 俄羅斯                        | 俄羅斯   | 2023年     | 前納瓦爾尼總部在托木斯克的協調員 | 極端主義                     | 9年         |
| 瓦迪姆·奧斯坦寧        | 俄羅斯                        | 俄羅斯   | 2021年     | 前納瓦爾尼總部在巴爾瑙爾的協調員 | 極端主義                     | 9年         |
| 埃文·格什科維奇        | 美国                          | 俄羅斯   | 2023年     | 《華爾街日報》記者               | 間諜                         | 16年        |
| 弗拉基米爾·卡拉-穆爾扎 | 俄羅斯 · 英国                 | 俄羅斯   | 2022       | 俄羅斯反對派政治人物             | 叛國罪                       | 25年        |
| 里科·克里格            | 德国                          | 白俄羅斯 | 2024年     | 紅十字會員工                     | 恐怖主義                     | 死刑        |
| 阿爾蘇·庫瑪舍娃        | 俄羅斯 · 美国                 | 俄羅斯   | 2023年     | 自由歐洲電台／自由電台記者       | 散佈有關俄羅斯軍隊的虛假訊息 | 6年半       |
| 凱文·利克              | 俄羅斯 · 德国                 | 俄羅斯   | 2023年     | 高中生                           | 叛國罪                       | 4年         |
| 赫爾曼·莫伊澤斯        | 俄羅斯 · 德国                 | 俄羅斯   | 2024年     | 移民律師                         | 叛國罪                       | 未審        |
| 奧列格·奧洛夫          | 俄羅斯                        | 俄羅斯   | 2024年     | 人權活動者                       | 抹黑俄羅斯軍隊               | 2年半       |
| 安德烈·皮沃瓦羅夫      | 俄羅斯                        | 俄羅斯   | 2021年     | 政治組織開放俄羅斯前主席         | 進行不良組織的活動           | 4年         |
| 派崔克·舍貝爾          | 德国                          | 俄羅斯   | 2024年     | 德國國民（背景未知）             | 毒品走私                     | 未審        |
| 亞歷山德拉·斯科奇連科  | 俄羅斯                        | 俄羅斯   | 2022年     | 藝術家和作家                     | 散布關於俄羅斯軍隊的虛假信息 | 7年         |
| 德穆里·沃羅寧          | 俄羅斯 · 德国                 | 俄羅斯   | 2021年     | 政治學者                         | 叛國罪                       | 13年又3個月 |
| 保羅·惠蘭              | 美国 · 加拿大 · 愛爾蘭 · 英国 | 俄羅斯   | 2018年     | 安全主管和前美國海軍陸戰隊       | 間諜                         | 16年        |
| 伊利亞·亞辛            | 俄羅斯                        | 俄羅斯   | 2022年     | 俄羅斯反對派政治人物             | 散布關於俄羅斯軍隊的虛假信息 | 8年半       |

#### 被西方國家釋放的對象
西方國家釋放以下對象：
| 姓名                                                       | 國籍            | 拘留國          | 被拘留年份 | 職業                         | 罪名                     | 刑期     |
| ---------------------------------------------------------- | --------------- | --------------- | ---------- | ---------------------------- | ------------------------ | -------- |
| 阿爾喬姆·杜爾采夫                                          | 俄羅斯          | 斯洛維尼亞      | 2022年     | 對外情報局特工               | 間諜                     | 19個月   |
| 安娜·杜爾塞娃                                              | 俄羅斯          | 斯洛維尼亞      | 2022年     | 對外情報局特工               | 間諜                     | 19個月   |
| 巴勃羅·岡薩雷斯·亞古（原名帕維爾·阿列克謝耶維奇·魯布佐夫） | 俄羅斯 · 西班牙 | 波蘭            | 2022年     | 記者，被懷疑是格魯烏特工     | 間諜                     | 未審     |
| 弗拉迪斯拉夫·克柳申                                        | 俄羅斯          | 美国            | 2023年     | 商人                         | 詐欺罪                   | 9年      |
| 瓦迪姆·科諾什切諾克                                        | 俄羅斯          | 爱沙尼亚 · 美国 | 2022       | 被懷疑是俄羅斯聯邦安全局特工 | 共謀逃避制裁             | 未判刑   |
| 瓦季姆·克拉西科夫                                          | 俄羅斯          | 德国            | 2021年     | 俄羅斯聯邦安全局特工         | 謀殺澤利姆漢·漢戈什維利  | 終身監禁 |
| 米哈伊爾·米庫申                                            | 俄羅斯          | 挪威            | 2022年     | 研究員，被懷疑是格魯烏特工   | 間諜                     | 未審     |
| 羅曼·謝列茲涅夫                                            | 俄羅斯          | 馬爾地夫 · 美国 | 2014年     | 駭客                         | 38項與駭客攻擊相關的指控 | 27年     |

## 各方反應

### 美国
美國眾議院外交委員會主席、共和黨眾議員麥克·麥克考讚揚這次換囚，並表示俄羅斯總統普京有一種以扣留對象以進行談判的策略。
美國前總統唐納德·特朗普稱這次換囚是「普京的勝利」，並說「樹立了一個非常糟糕的先例」，他還質疑這筆交易中是否涉及金錢。與此同時，他的競選搭檔J·D·范斯則稱這次交換是「好消息」，並認為特朗普應該因此受到表揚，聲稱普京出於對特朗普當選的恐懼而決定「清理內部」。
在飛機降落土耳其之前，彭博社就事先發佈換囚消息，受到其他媒體的批評，因為白宮要求提供給記者的信息不得提前發佈，直到人員成功獲釋為止。
在2024年夏季奧林匹克運動會籃球比賽中，美國隊以87比73戰勝比利時隊後，曾被俄羅斯拘留的奧運會籃球運動員兼菲尼克斯水星隊中鋒布列妮·格連娜接受訪問稱，對於聽到大規模囚犯交換的消息表示非常高興，她表示「現在為這些家庭感到無比高興。任何一個美國人回家，都是一個勝利。」她還補充說：「雖然今天是值得慶祝的一天，但我們的心與仍被扣押在海外的許多美國人及其家人同在。當我們向那些已經回來的人提供支持並慶祝那些幫助美國家庭團聚的集體力量時，我們必須繼續盡一切努力，讓仍被拘留的美國人得到關注。」

### 挪威
挪威首相約納斯·加爾·斯特勒將這次換囚形容為一個困難的兩難處境：「通常情況下，我們希望在本國被逮捕的疑犯能根據我們的法治原則接受調查並接受審判。因此，干預這一過程是一個非常嚴重的問題。但你必須在相關背景下做出評估。而在此背景下，這是正確的選擇。」
挪威外交部部長埃斯彭·巴特·艾德表示，這次換囚是更大目標的一部分，對挪威來說，作為一個良好的盟友並在其他國家有重大需求時提供協助是非常重要的。他還評論米哈伊爾·米庫申案，米哈伊爾·米庫申是一名在挪威被監禁的懷疑格魯烏特工：「這次換囚實際上等同官方確認他是俄羅斯情報官員，而非他最初聲稱的巴西研究員。」

### 俄羅斯
克里姆林宮新聞處表示，簽署赦免法令的決定是為讓那些被外國扣押和監禁的俄羅斯公民能夠回國。俄方對所有協助準備這次換囚的國家領導人表示感謝，並特別感謝白俄羅斯總統亞歷山大·盧卡申科赦免在白俄羅斯被判死刑的里科·克里格。
根據《美杜莎報》報導，克里姆林宮信息部門向國家和親政府媒體提供如何報導這次換囚的建議。在提及政治犯時，建議參考換囚參與者的具體刑罰。俄羅斯政治犯應被稱為「麻煩製造者和叛徒」、「西方的代理人」，並強調「這不算什麼大事——我們擺脫不必要的東西。」而被交換回國的公民則應被描述為「為祖國服務的人」；例如，在關於瓦季姆·克拉西科夫的報導中，應強調他「消滅一名敵方野戰指揮官。」
《新報》指出，俄羅斯的親政府媒體普遍以克制的方式報導這次囚犯交換，主要以新聞報導呈現，用「一群為外國利益行事並進行顛覆活動的人換取俄羅斯人回來」的說法。而俄羅斯前總統、俄羅斯安全會議副主席德米特里·梅德韋傑夫評論稱，必須「用叛徒換回我們自己人。」

### 德国
作為俄羅斯與西方囚犯交換的一部分，俄羅斯反對派人物安德烈·皮沃瓦羅夫、弗拉基米爾·卡拉-穆爾扎和伊利亞·亞辛對這筆交易抱有複雜的感受。卡拉-穆爾扎表示，《俄羅斯憲法》第61條禁止在未經本人同意的情況下驅逐公民。他們都沒有同意，也沒有人徵求過他們的意見。亞辛補充說，他是俄羅斯人，是俄羅斯的政治人物，自認為是一名愛國者，應該留在俄羅斯。
亞辛表示，他很難接受自己獲釋的原因是「一名殺人犯被釋放」——指的是瓦季姆·克拉西科夫，一名俄羅斯人，因2019年在柏林殺害一名前車臣激進分子而被定罪，並在這次換囚中獲釋。
他們在獲釋後被送往德國，並在波恩科隆機場受到德國總理奧拉夫·朔爾茨的接見。朔爾茨在機場表示，「釋放一名被判無期徒刑，僅僅服刑幾年的殺人犯，這對任何人來說都不是一個容易的決定。」他補充說，做出這一決定是出於保護德國公民以及與美國團結一致的責任。
卡拉-穆爾扎為朔爾茨的決定辯護，指出唯一重要的是通過這項協議拯救人命。

### 國際組織
無國界記者組織表示格什科維奇「不應該在俄羅斯監獄中度過哪怕一天」，無國界記者活動總監麗貝卡·文森特稱他的逮捕「令人憤慨」。歐洲新聞與媒體自由中心對他的釋放表示歡迎。保護記者委員會首席執行官朱迪·金斯伯格要求釋放所有在俄羅斯被扣押的記者。

## 外部連結
- Parkinson, Joe; Hinshaw, Drew; Pancevski, Bojan; Viswantha, Aruna. . The Wall Street Journal. 2024-08-01  [2024-08-01] （英语）.